# Cartajima
Cartajima – gmina w Hiszpanii, w prowincji Malaga, w Andaluzji, o powierzchni 21,47 km². W 2011 roku gmina liczyła 251 mieszkańców.